# Den vilda biljakten
Den vilda biljakten (originaltitel: The Italian Job) är en brittisk film från 1969 i regi av Peter Collinson.

## Rollista (urval)
| Michael Caine    | – Charlie Croker        |
| Noël Coward      | – Mr. Bridger           |
| Benny Hill       | – Professor Simon Peach |
| Raf Vallone      | – Altabani              |
| Tony Beckley     | – Camp Freddie          |
| Rossano Brazzi   | – Roger Beckermann      |
| Maggie Blye      | – Lorna                 |
| Irene Handl      | – Miss Peach            |
| John Le Mesurier | – Fängelsedirektören    |
| Fred Emney       | – Birkinshaw            |
| John Clive       | – Garagechefen          |
| Graham Payn      | – Keats                 |
| Michael Standing | – Arthur                |
| Stanley Caine    | – Coco                  |